# ジェームズ・コーナー
ジェームズ・コーナー（英：James_Corner、1961年-、）は、英国生まれのランドスケープアーキテクトで、「ランドスケープ・アーキテクチャーデザインとアーバニズムに対する革新的なアプローチの開発」に関する理論研究を行っている  。 
注目すべきデザイン実績に、 スタテンアイランドのフレッシュキルズパーク、マンハッタンのハイライン 、そしてブルックリンのドミノパークがあり、すべてニューヨーク市に存在する。 
アメリカ登録ランドスケープアーキテクトであり、ニューヨークを拠点とするJames Corner Field Operations・ランドスケープアーキテクチャー&アーバン・デザインを主宰。 

## 経歴
1961年に生まれ、1983年にイギリスのマンチェスターメトロポリタン大学で学士号を優等で取得。その後ペンシルバニア大学大学院に進学し、1986年にランドスケープと都市デザインで修士号を受け、同年採用されたウォレス、ロバーツ&トッド事務所においてニュージャージーでのハドソン川ウォーターフロント開発に関与。その後ロンドンの ロイヤルドックスの再開発ではリチャード・ロジャースパートナーズと、また リバプール International Garden Festival Parkの設計監理にWilliam GillespieとPartnersと取り組んでいく。 
1988年に母校ペンシルバニア大学で教え始め、そこでメディアと理論、そしてデザインスタジオのコースを担当。2000年にランドスケープアーキテクチャー部門の部門長に選出。教授としてコーナーのランドスケープデザインと環境研究と教育の関心は「ランドスケープデザインと都市主義への革新的なアプローチの開発」に基づいていく。また、1998年にデンマークのコペンハーゲンにある同国王立芸術アカデミーや、1999年にはスウェーデンのストックホルムにあるKTH建築学校で客員教授を務めた。 
コーナー主宰のフィールドオペレーションは、当初、建築家とのコラボレーション用に結成されるが、2005年にはパートナーのスタン・アレンが示したランドスケープ・アーバニズムの動きにより、個々の作品を実施設計の最前線においても学際的なアプローチによって焦点を合わせることにしている。理論的にはアマルガムなランドスケープアーキテクチャー、都市デザイン、ランドスケープエコロジー、エンジニアリングなど、幅広い分野にわたる設計方法論はスタイルではなくプロセスに焦点を当てたアプローチであり、それは不確定性、自由さ、混在性、および異分野間横断性に対する生産的な態度を示しているのであるとコーナーは述べている 。 

## 作品
デザインは、大まかで自然な、そして生態学的に健全なアプローチで自然的かつ野生的なオープンスペースを取り戻す試みをみせる。これは、条件が課されていない場合を除き、フレデリック・ロー・オルムステッド作品と比較を試みることができる。 
- ハイライン：1.5-マイル (2.4 km)   - かつてミートパッキング地区からヘルズ・キッチンまで運行しその後放置された鉄道高架橋で、Field Operationsが提案した設計は、それを1.5-マイル (2.4 km)の公園に変換することを意図していた  - コーナーによる、長状公園には「イベントスペース」が散在する「幻想的な多年生植物の風景」をイメージ - 。完成以来、27戸の新しい住宅用タワーが林立、さらにホテル、オフィス、美術館が沿線に追加され、周囲のブロックに影響を与えてきた。ディラー・スコフィディオ+ Benfroと協働。
- フレッシュキルズパーク（Fresh Kills Park） - 再設計するための「Lifescape」デザインと題してコーナー＋Field Operationsは、スタテンアイランドの大規模な埋め立て地を救済することを目的としたプロジェクトで国際デザインコンペ一等当選作。埋め立て地は国内最大の2,200エーカー (8.9 km2)   でマンハッタンにあるセントラルパーク の3倍の大きさ。現在それは世界最大の公共作品プロジェクトの一つ。新しい公園全体を世界貿易センター埋立地の競技受賞デザインが取り入れたような遺産性だけでなくプログラム、生息環境に強く中央のフォーカス度および循環に対応して作業負荷軽減や規模などにもプロジェクトの目的や設計に関する限り、オルムステッドのセントラルパークなみの大規模設計を彷彿とさせる。この公園は面積の45％が埋め立て地で残りの湿地も低地であることを考えると「世界で最も野心的な公共事業プロジェクトの1つ」といわれており、その目的も生態系を修復しながらニューヨークで地域地域のアクセスを最適化しながら交通渋滞を軽減する、世界クラスの大規模公園を創設することである。この公園は、ニューヨークならではのさまざまな野外活動プログラム、レクリエーションのための場所として開発される予定。
- Cornell NYC Techキャンパス - ルーズベルト島 Coler-Goldwater専門病院の敷地内にある新しいハイテクカレッジキャンパスのランドスケープデザイン[4]
- アンダーライン - ハイラインと同様の概念で、 10マイル (16 km)続くリニアパーク。フロリダ州 マイアミの ブリッケルからデイドランドまで [5]
- クリーブランドパブリックスクエア - もともとは1796年に考案されたクリーブランドのダウンタウンの中心部にある10エーカーの市民空間。コーナーの改修は、4つの象限を1つに統合し [6] [7] 、非常に古典的な味わいの兵士と船員の記念碑を際立つようにしている [8]
- ニューアークリバーフロントパーク （フェーズ4） - ニュージャージー州 ダウンタウンニューアーク

## 著書
2000年にクライスラーデザイン協会賞を受賞したコーナーがとったアプローチにおいて新たな側面は、グラフィックアーティスト、写真家、そして様々な分野の他のアーティストと仕事をするという企画であった。その一例が、コーナーと写真家アレックス・マクリーン（Alex MacLean）が『アメリカのランドスケープを横断して対策を講じる』（Taking Measures Across the American Landscape）を発表したときに完成したプロジェクトである。 
- アメリカのランドスケープを横断して対策を講じる （Yale、1996） ISBN 0-300-06566-3（アレックス・マクリーンと共に）
- ランドスケープの回復：現代的ランドスケープのエッセイ （ Princeton Architectural Press 、1999） ISBN 1-56898-179-1  重要な文化的実践としてのランドスケープの活性化に焦点を当てた本であるは、現代のランドスケープが「デザインされ、構築され、そして文化的に評価されている」方法に関する洞察を提供。
- イアン・マクハーグ：学生との会話：自然の中に住む （リン・マーギュリスとBrian Hawthorne編集） （ Princeton Architectural Press 、2006） ISBN 978-1-56898-620-3
- Landscape Transformed （Michael SpensとPeter Latzと共に）（Academy Editions、1996）、112ページ。 ISBN 1-85490-452-3, 1-85490-452-3。 この本は現代ランドスケープ状態を調べたもの。それは古い価値観へ挑戦し、ランドスケープデザインの将来への信頼のために正当な理由を与えるプロジェクトの国際的なコレクションを提示した。
- ランドスケープの想像力：1990 - 2010年のジェームズ・コーナーの著作がまとめられたエッセイ集 （ Princeton Architectural Press 、2014）。

## 受賞歴
受賞した賞の多くは、彼が初代の受賞者ともなっている。1996年、「著名で革新的なデザインと指導方法」でG. Holmes Perkins賞を受賞。翌年の1997年にはイリノイ大学シカゴ校建築学科のランドスケープ・アーキテクチャーとアーバニズムのイエンス・イエンセン教授賞の最初の受賞者となり、2000年には革新的なデザインを認め推進するダイムラー・クライスラー賞にアクヴァ・ベンジンバーグ・スタインに次いで選ばれた二人目のランドスケープ・アーキテクトとなる。2018年にドイツミュンヘン工科大学建築学科から名誉博士号（ Dr.-Ing。eh ）をランドスケープアーキテクトとしては史上初の授与を受けた。